# Richard Luksch

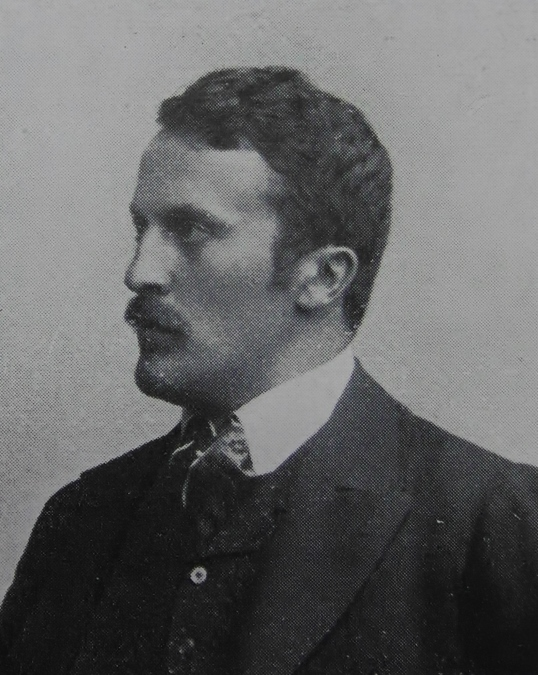
Richard Luksch

Richard Luksch (geboren 23. Januar 1872 in Wien; gestorben 21. April 1936 in Hamburg) war Bildhauer, Keramiker und Kunsthandwerker.

## Leben
Die Ausbildung des Richard Luksch begann mit dem Besuch der Oberrealschule. Nach seinem Einjährig-Freiwilligendienst studierte er an der Akademie der bildenden Künste in München. Er besuchte ein Jahr lang als Privatschüler die Zeichenschule Kur, danach zwei Jahre die Zeichenschule Hackel (an der Münchener Akademie) und weitere zwei Jahre die Malschule Stöcker; darüber hinaus lernte er beim Bildhauer Gester. Sein Hauptwerk war Der Wanderer, eine lebensgroße Figur aus Eichenholz und Muschelkalkstein. Luksch stellte wiederholt in der Wiener Secession und im Münchener Glaspalast aus. 1902 hatte er sein Atelier im 3. Wiener Gemeindebezirk, Hainburgerstraße 24.
Richard Luksch war in erster Ehe (1900–1921) mit der russischen Malerin und Bildhauerin Elena Luksch-Makowsky verheiratet. Mit ihr hatte er drei Söhne: Peter (1901–1988), Andreas (1903–1966) und Demeter (1912–1961). Seit 1923 war er mit der Ausdruckstänzerin Ursula Falke (1896–1981) verheiratet und hatte mit ihr die Tochter Jorinde (1921–1971).
Richard Luksch gehörte der Gruppe um Gustav Klimt an, mit dem er 1905 die Wiener Secession verließ. Der Wiener Architekt Otto Wagner nennt in seinem Nachruf auf Joseph Maria Olbrich den Fortgang Lukschs aus Wien in einem Satze mit Czeschka und Olbrich „einen großen Nachteil für die Kunst und einen großen wirtschaftlichen Nachteil für Österreich“.
Er schuf Arbeiten unter anderem für die Wiener Werkstätte (Ausstattung Sanatorium Purkersdorf, Palais Stoclet) und Otto Wagner (unter anderem Statuen für die Kirche am Steinhof).

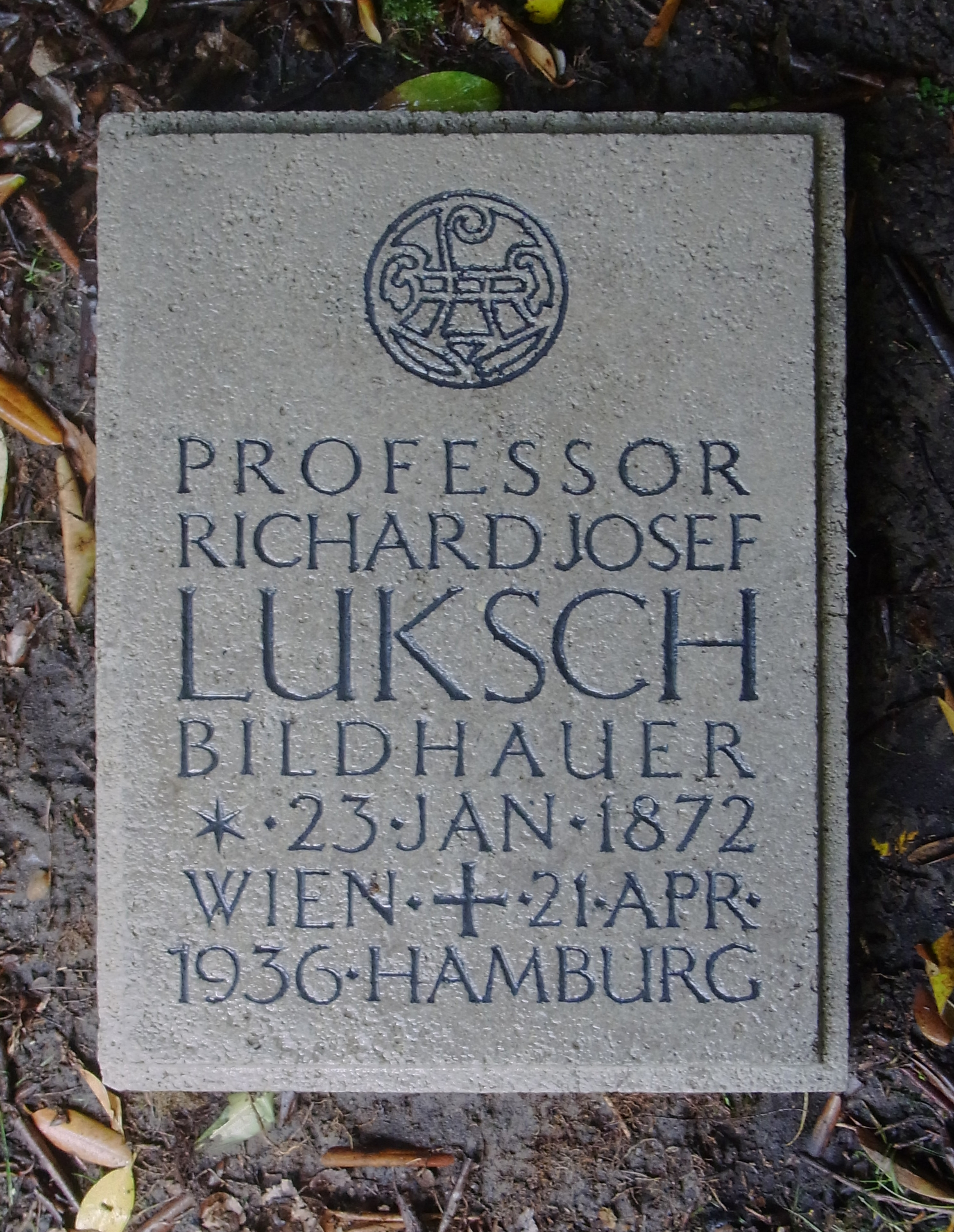
Grabstein von Richard Luksch auf dem Ohlsdorfer Friedhof (AC7 109-113)

Für die Hamburger Lessing-Gesellschaft modellierte Luksch 1911 für die Aufführung der Die tragische Historie vom Doktor Faustus von Christopher Marlowe die Bühnenmasken von Luzifer, Beelzebub und der sieben Todsünden: Neid, Geiz, Hochmut, Zorn, Völlerei, Trägheit und Wollust. Das Museum für Kunst und Gewerbe Hamburg zeigt in „nackter“ Form vier der Masken, nämlich Neid, Geiz, Hochmut und Wollust.
Im April 1907 wurde Luksch von Richard Meyer an die Staatliche Kunstgewerbeschule Hamburg berufen. Dort war er bis 1936 Professor, zunächst an ihrem alten Standort am Steintorplatz, danach im Neubau am Lerchenfeld, der heutigen Hochschule für bildende Künste Hamburg, zudem war er Mitglied im Deutschen Künstlerbund.
1934 wurde er, wegen NS-kritischer Mitwirkung am Hamburger Künstlerfest „Krawall im All“, vorzeitig aus dem Staatsdienst entlassen.
In seiner künstlerischen Arbeit blieb er zeitlebens dem Jugendstil verbunden, sein später Stil war aber „geometrisch geschärft“.
Zu den Schülern von Luksch gehören Niko Wöhlk, Gustav Weidanz, Hans Martin Ruwoldt, Karl Opfermann, Will Lammert, Alwin Blaue, Hildegard Domizlaff, Karl Allöder, Karl August Ohrt und Hans Peter Feddersen, Konrad Adolf Lattner und Kurt Bauer.
Richard Luksch ist auf dem Ohlsdorfer Friedhof auf der Grabstätte seines Schwiegervaters Gustav Falke in der Grablage AC7 109-113 begraben.

## Galerie

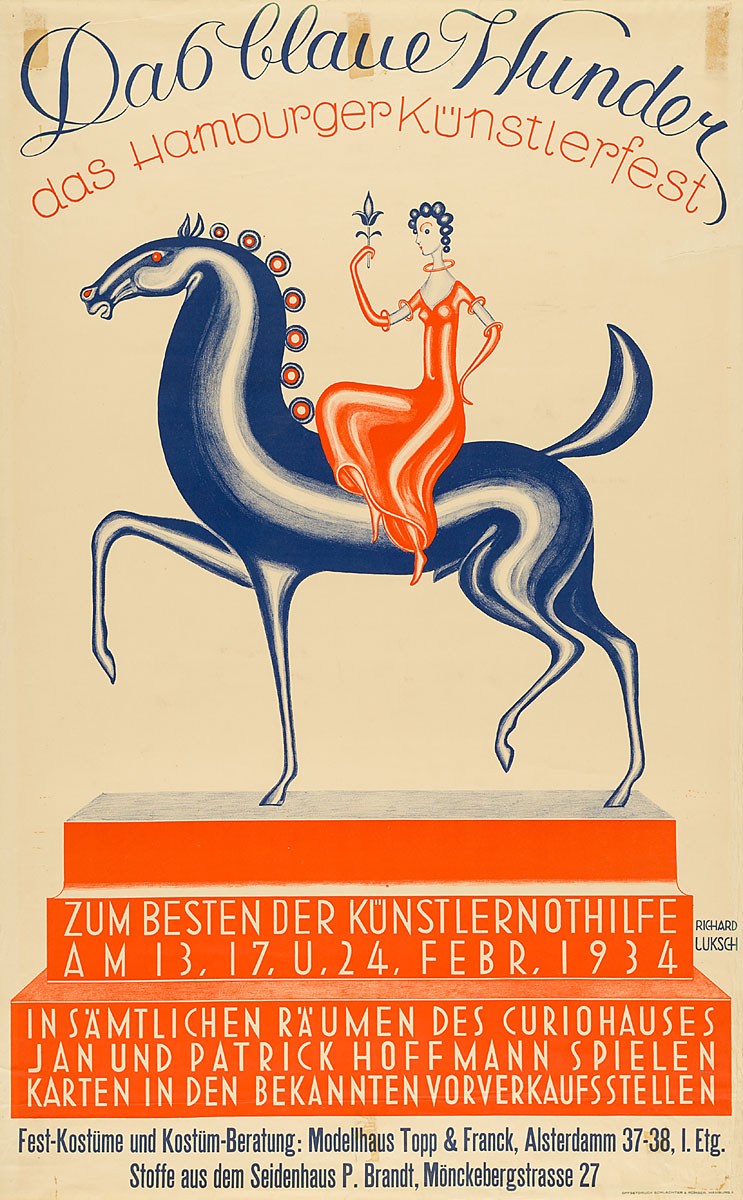
1934: Plakat „Das blaue Wunder“; Künstlernothilfe-Veranstaltung im Curiohaus; Litho: Schlachter & Rühger, MKG Hamburg
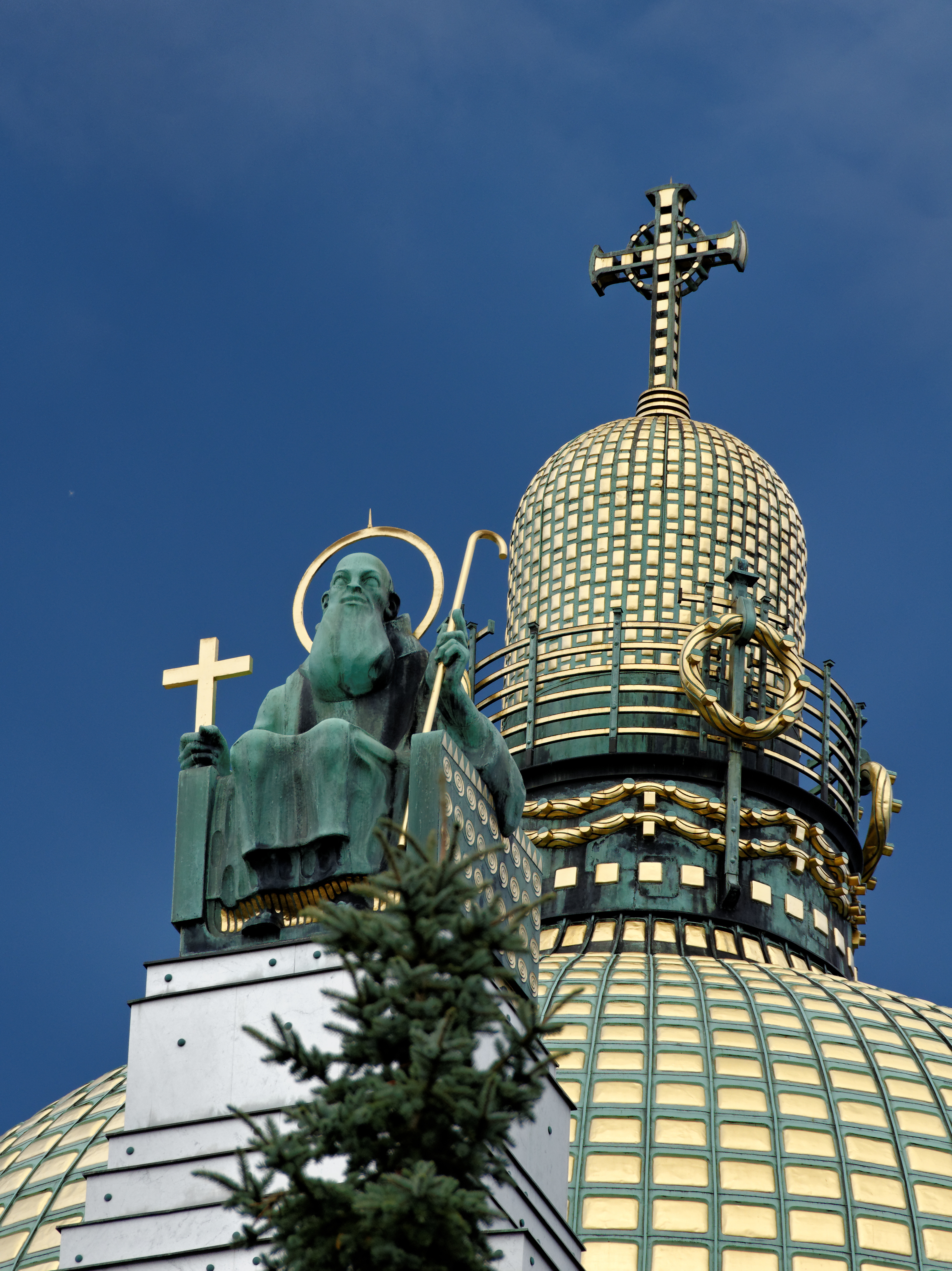
Figur des Predigers Severin über dem Eingang der Steinhof-Kirche in Wien
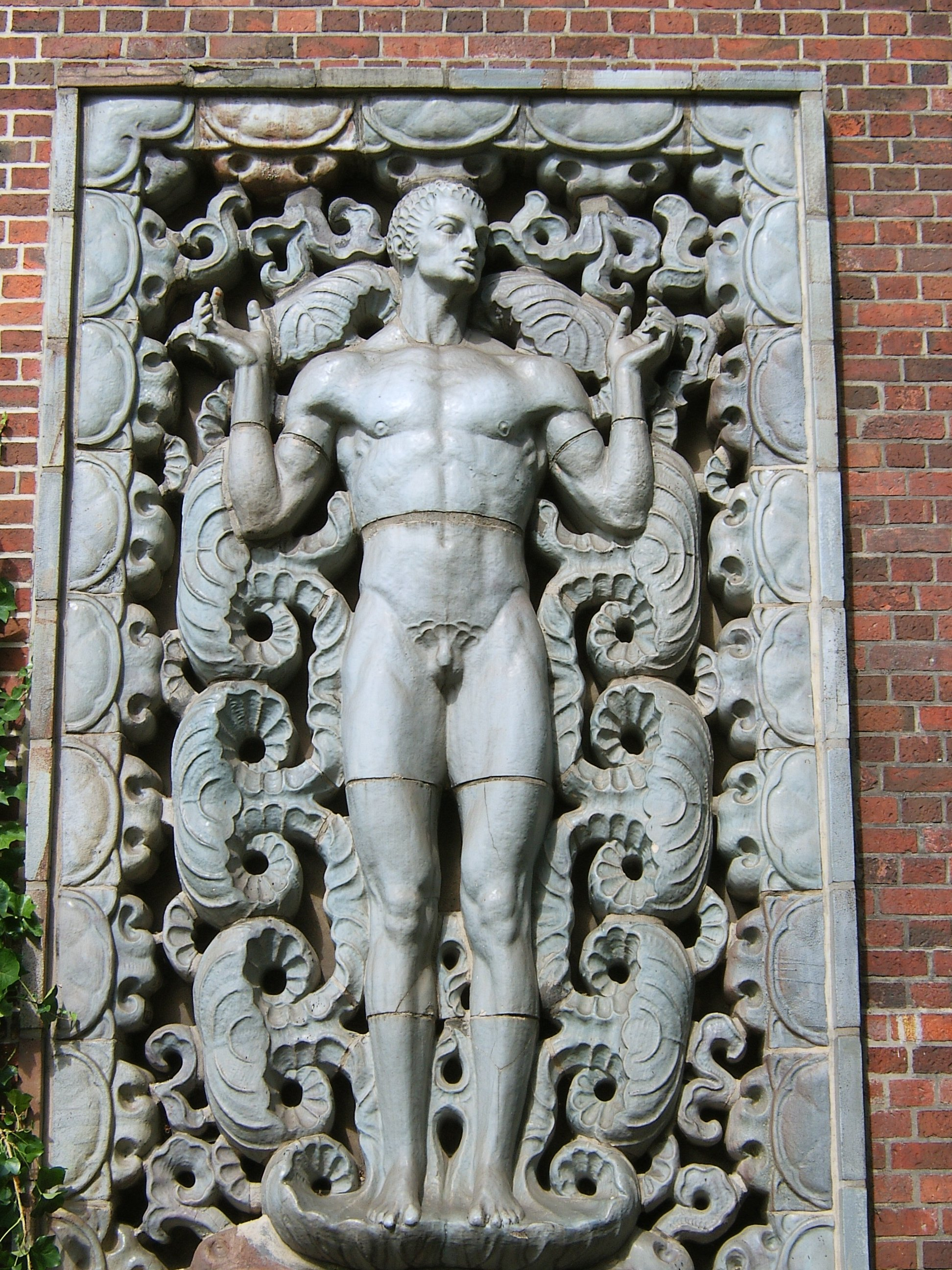
Werk von Richard Luksch am Gebäude der Hochschule für bildende Künste Hamburg
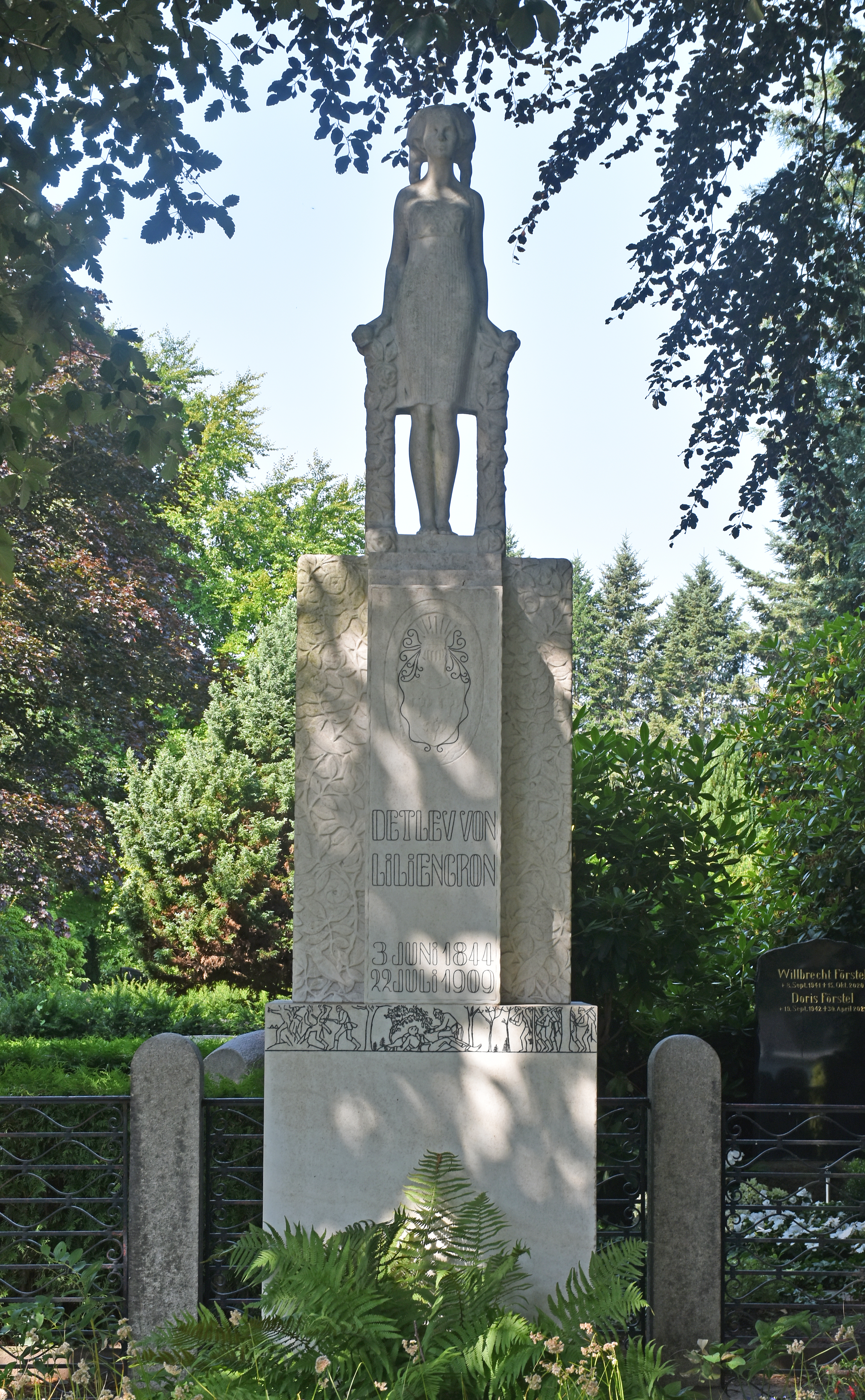
Grabmal für Detlev von Liliencron auf dem Friedhof in Hamburg-Rahlstedt von Richard Luksch

## Öffentlich zugängliche Arbeiten
- Büste von Georg Rebhann vor dem Hauptgebäude der Technischen Universität Wien; 1903[8]
- Weibliche Fayence-Figuren für Palais Stoclet, Brüssel (Architekt Josef Hoffmann), Museum für Kunst und Gewerbe; 1905
- Büste Franz Joseph I. im Vestibül der Wiener Postsparkasse; 1905/06
- Heiligenfiguren als Turmbekrönung der Kirche St. Leopold am Steinhof (Penzing) in Wien (Architekt Otto Wagner; 1906/07)
- Büste Franz Joseph I., 1907, Bronze, Heeresgeschichtliches Museum, Wien
- Grabmal auf dem Grab von Detlev von Liliencron auf dem Rahlstedter Friedhof; 1910
- Relief-Figuren für Neubau der Hochschule für bildende Künste Hamburg Architekt: Fritz Schumacher; 1911/12
- Gedenkstätte der Gefallenen des Ersten Weltkrieges auf dem Nienstedtener Friedhof; 1920
- Eichenpfahl mit den 7 Jungfrauen nach einem Gedicht von Hermann Claudius im U-Bahnhof Jungfernstieg; 1936
- Elbin, 1928, Norwegischer Granit, früher im Nationalmuseum Prag, jetzt in der südböhmischen Stadt Pisek, jüngst restauriert
- Relief-Figuren Adam und Eva, 1910, Eckhaus Karpfengasse in Prag

## Medaillenoeuvre
- 1922 Bronzeguss, 104 mm: Hermann Kümmell (Korbach 1852–1937 Hamburg), Professor der Medizin, Ordinarius für Chirurgie an der Hamburger Universität. Literatur: Salaschek 1062.
- 1918 Bronzeguss, 98 mm: Theodor Rumpel, Professor der Medizin, Erbauer des Allgemeinen Krankenhauses in Barmbek. Literatur: Salaschek 1063.
- 1925 Bronzeguss, 100 mm: Bürgermeister-Stolten-Medaille nach Otto Stolten (1853–1928), Bürgermeister von Hamburg. Literatur: Salaschek 1064.
- weitere Arbeiten (Miscellanea) siehe: Sunhild Salaschek: Medaillen und Plaketten in der Hamburger Kunsthalle. Hamburg 1980, Seite 255, Nrn. 1058 bis 1061.